# Kasper Jensen
Kasper Jensen (Aalborg, 7 oktober 1982) is een Deens voormalig voetballer die als doelman speelde zowel in Denemarken als in Duitsland, onder andere voor Werder Bremen en FC Midtjylland.